# جبريل راش
جبريل راش (بالنرويجية: Gabriel Rasch)‏ (و. 1976  م) هو راكب دراجة هوائية، ومدير رياضي ‏ نرويجي، ولد في هولا (النرويج)، شارك في طواف إسبانيا، والألعاب الأولمبية الصيفية 2008.

## روابط خارجية
- جبريل راش على موقع الاتحاد الدولي للدراجات (الإنجليزية)
- جبريل راش على موقع أرشيف الدراجات (الإنجليزية)
- جبريل راش على موقع إحصائيات الدراجات الإحترافية (الإنجليزية)
- جبريل راش على موقع نسبة الدراجات (الإنجليزية)
- جبريل راش على موقع CycleBase (الإنجليزية)
- جبريل راش على موقع أوليمبيديا (الإنجليزية)